# Elecciones estatales de Hamburgo de 1946
El 13 de octubre de 1946 tuvo lugar la primera elección al Parlamento de Hamburgo en el período de la posguerra.

## Elección
Se eligieron 110 diputados en total, bajo un sistema de first-past-the-post impuesto por las autoridades ocupación británicas. El SPD obtuvo 83 diputados, es decir, la mayoría absoluta de escaños, pudiendo construir un gobierno en solitario, con Max Brauer como alcalde.
Hubo 958.454 habitantes incritos. 765.008 votantes ejercieron su derecho a voto. Esto corresponde a una participación del 79,0%. Cada votante tenía cuatro votos en esta elección (en la próxima elección de 1949 esto cambió a un voto por elector).

### Resultados
Los resultados fueron:
| Partido | Partido                   | Partido                                              | Votos     | %      | Escaños |
| ------- | ------------------------- | ---------------------------------------------------- | --------- | ------ | ------- |
|         | SPD                       | Sozialdemokratische Partei Deutschlands              | 1.210.010 | 43,1 % | 83      |
|         | CDU                       | Christlich Demokratische Union Deutschlands          | 749.153   | 26,7 % | 16      |
|         | PFD                       | Partei Freier Demokraten                             | 509.632   | 18,2 % | 7       |
|         | KPD                       | Kommunistische Partei Deutschlands                   | 291.701   | 10,4 % | 4       |
|         | RSF                       | Radikal-Soziale Freiheitspartei                      | 20.034    | 0,7 %  | -       |
|         | DKP                       | Deutsche Konservative Partei – Deutsche Rechtspartei | 9.625     | 0,3 %  | -       |
|         | RPD                       | Republikanische Partei Deutschlands                  | 3.769     | 0,1 %  | -       |
|         | Candidatos independientes | Candidatos independientes                            | 13.881    | 0,5 %  | -       |